# Aranyosfői-jégbarlang
Az Aranyosfői-jégbarlang (Peștera Scărișoara) az Erdélyi-középhegységben helyezkedik el.
A barlang felfedezésének időpontja nem ismeretes. Bizonyos azonban, hogy 1863-ban Adolf Schmidl leírást és térképet készített róla. Emil Racoviță is említette ezt a barlangot a Speologia című, 1927-ben megjelent művében. 
A barlang bejárata a é. sz. 46° 29′ 23″, k. h. 22° 48′ 35″46.489722°N 22.809722°E földrajzi koordinátánál található, 1165 méterrel a tengerszint felett. 105 méter mély és 720 méter hosszú, a bejárat átmérője 50 méter. A bejárattól egy 48 méteres vaslépcsőn leereszkedve a Nagyterembe jutunk, amely 108×78 méteres. Innen három további terem nyílik, középen a Templom-nak nevezett, amelyben több mint 100 sztalagmit található. A turisták ezt a két termet látogathatják, a többihez a kolozsvári Szpeológiai Intézet engedélye szükséges. 
A jég térfogata 75 000 m³, vastagsága 26 méter. A hőmérséklet nyáron általában +1 °C-ig emelkedik, télen −7 °C-ra süllyed. 
A barlangban denevérek és kis rovarok élnek. Megtalálták egy kecskeféle (Rupicapra rupicapra) csontvázát is.

## Fordítás
Ez a szócikk részben vagy egészben  a   Peștera Scărișoara című román Wikipédia-szócikk ezen változatának fordításán alapul.  Az eredeti cikk szerkesztőit annak laptörténete sorolja fel. Ez a jelzés csupán a megfogalmazás eredetét és a szerzői jogokat jelzi, nem szolgál a cikkben szereplő információk forrásmegjelöléseként.